# Pietraserena
Pietraserena est une commune française située dans la circonscription départementale de la Haute-Corse et le territoire de la collectivité de Corse. Elle appartient à l'ancienne piève de Rogna.

## Géographie

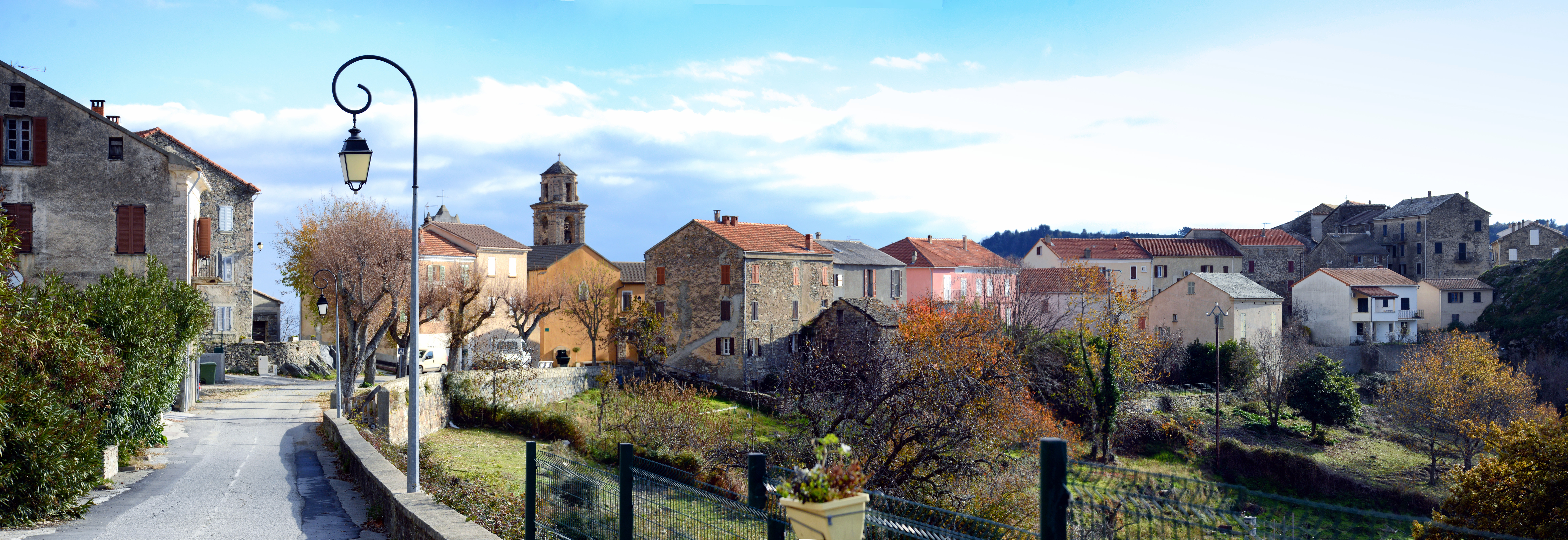
Panorama de Pietraserena.

### Situation
Pietraserena est une commune de l'extrême sud de la Castagniccia, dans le « Deçà des monts » ou « Corse schisteuse » au nord-est de la Corse. Elle appartient à l'ancienne piève de Rogna, constituée de villages en corniche sur les deux rives de la basse vallée du Tavignano. Elle domine la Costa Serena, la partie centrale de la plaine orientale de l'île dite encore « plaine d'Aléria », qui regroupe vingt-sept communes. Elle est limitrophe du parc naturel régional de Corse auquel elle n'a pas adhéré.
| - OpenStreetMap Limite communale |

Communes limitrophes

### Géologie et relief
Pietraserena occupe la partie méridionale du massif du Monte San Petrone, dans la « Corse orientale Alpine », composée de terrains divers, issus d’un océan disparu appelé liguro-piémontais (océan Thétys dont l’âge est compris entre -170 à  -60 Ma) et de ses marges continentales. Son sol est fait de schistes métamorphiques (ou schistes lustrés) et d'ophiolites d’âge Jurassique et Crétacé.
Avec Pancheraccia et Giuncaggio communes plus au sud, Pietraserana se trouve sur la terminaison méridionale de la chaîne principale du massif, orientée vers le midi depuis la punta di Caldane (1 724 m d'altitude), sommet remarquable de sa dorsale. Cette ligne de crête pénètre dans la commune au nord par la Punta Suale, culmen communal à 770 m d'altitude, pour « mourir » au sud dans le lit du Tavignano au lieu-dit « Corsigliese ».
Son territoire se divise en deux parties, matérialisées par le chaînon montagneux précité sur lequel a été construit le village :
- au nord, il s'agit d'une partie occidentale du bassin versant du ruisseau de Corsigliese[2] affluent du Tavignano ;
- au sud, le bassin versant du ruisseau de Carbo[3] (il prend en aval le nom de ruisseau de Suarte), autre affluent du Tavignano.

### Hydrographie

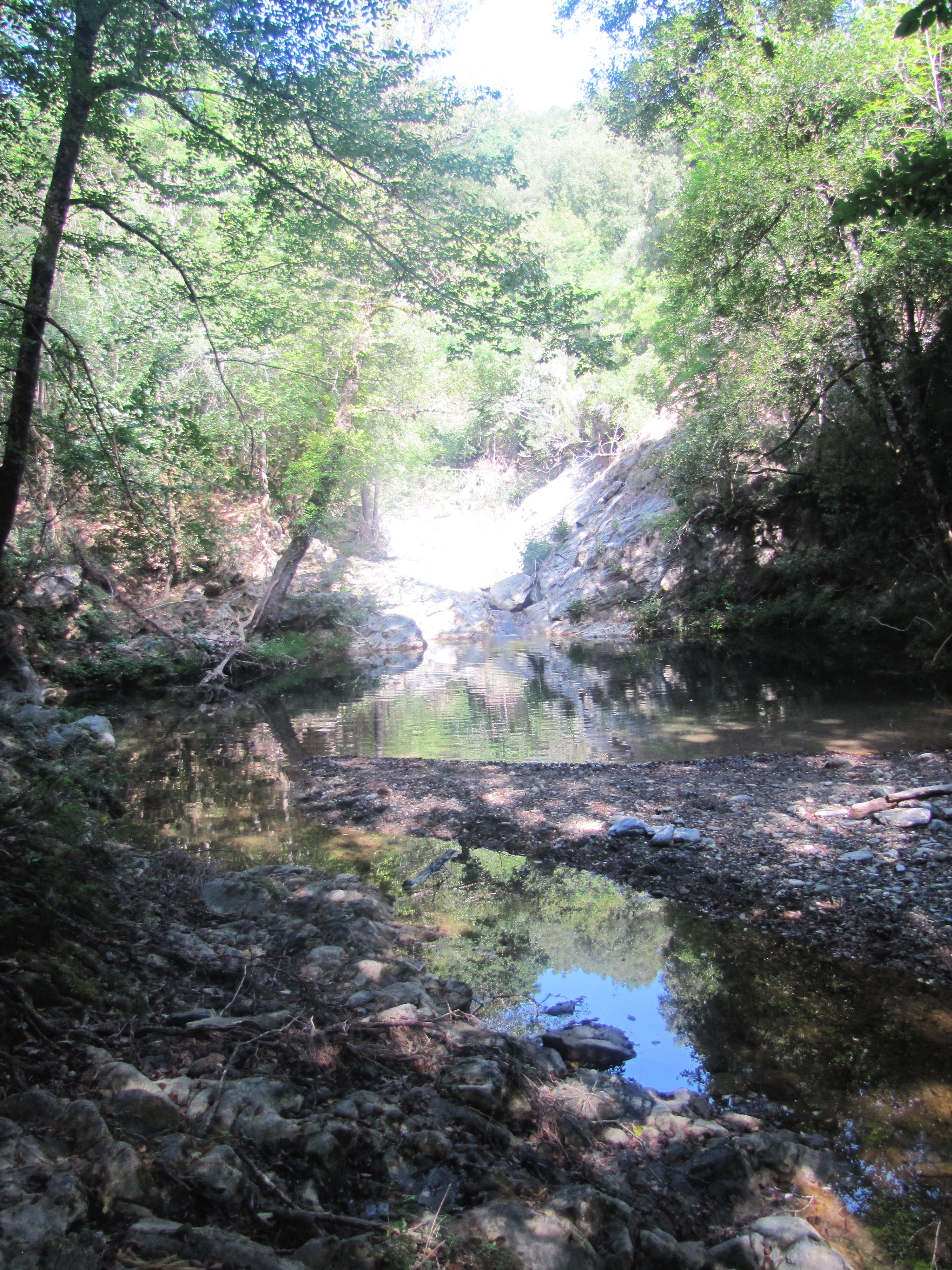
Le Corsiglièse en dessous du village de Pietraserena par le sentier devant l'église.

Pietraserana est à quelques kilomètres au nord du Tavignano et au sud de son affluent le Corsiglièse. Ce dernier, qui marque la limite communale au nord-est, est le principal cours d'eau communal.
Durant la traversée de la commune, le Corsiglièse reçoit sur sa rive droite les eaux de plusieurs petits cours d'eau, les principaux étant le ruisseau de Cognolare et le ruisseau de Rejone.
Le ruisseau de Padula, affluent du ruisseau de Suarte, marque la limite communale au sud.

### Voies de communication et transports

#### Accès routiers

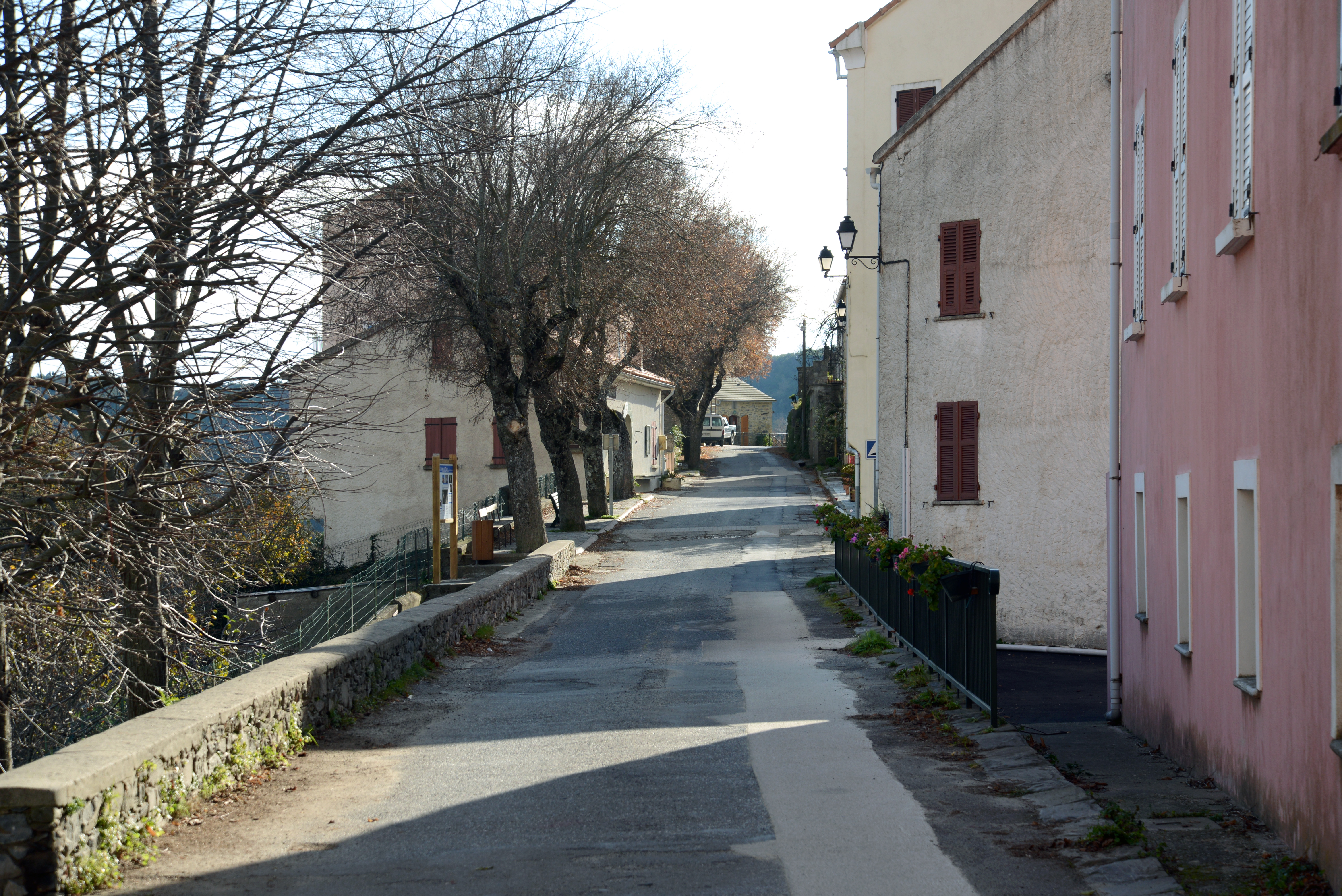
Le rue principale.

Pietraserena est un des villages en balcon de la vallée du Tavignano. Tous ces villages sont desservis par la route D 14 qui démarre de la route D 39 au lieu-dit « Pinello » (Favalello) et rejoint la RT 50 le lieu-dit « Corsiglièse » (Giuncaggio).

#### Transports
Pietraserena n'est desservi par aucun service de transports de voyageurs en autocars.
Le village se trouve à 32 km de la gare de Corte et à 97 km du port de commerce de Bastia. L'aéroport le plus proche est celui de aéroport de Bastia Poretta, distant de 80 km.

## Urbanisme

### Typologie
Pietraserena est une commune rurale, car elle fait partie des communes peu ou très peu denses, au sens de la grille communale de densité de l'Insee,,,.
La commune est en outre hors attraction des villes,.

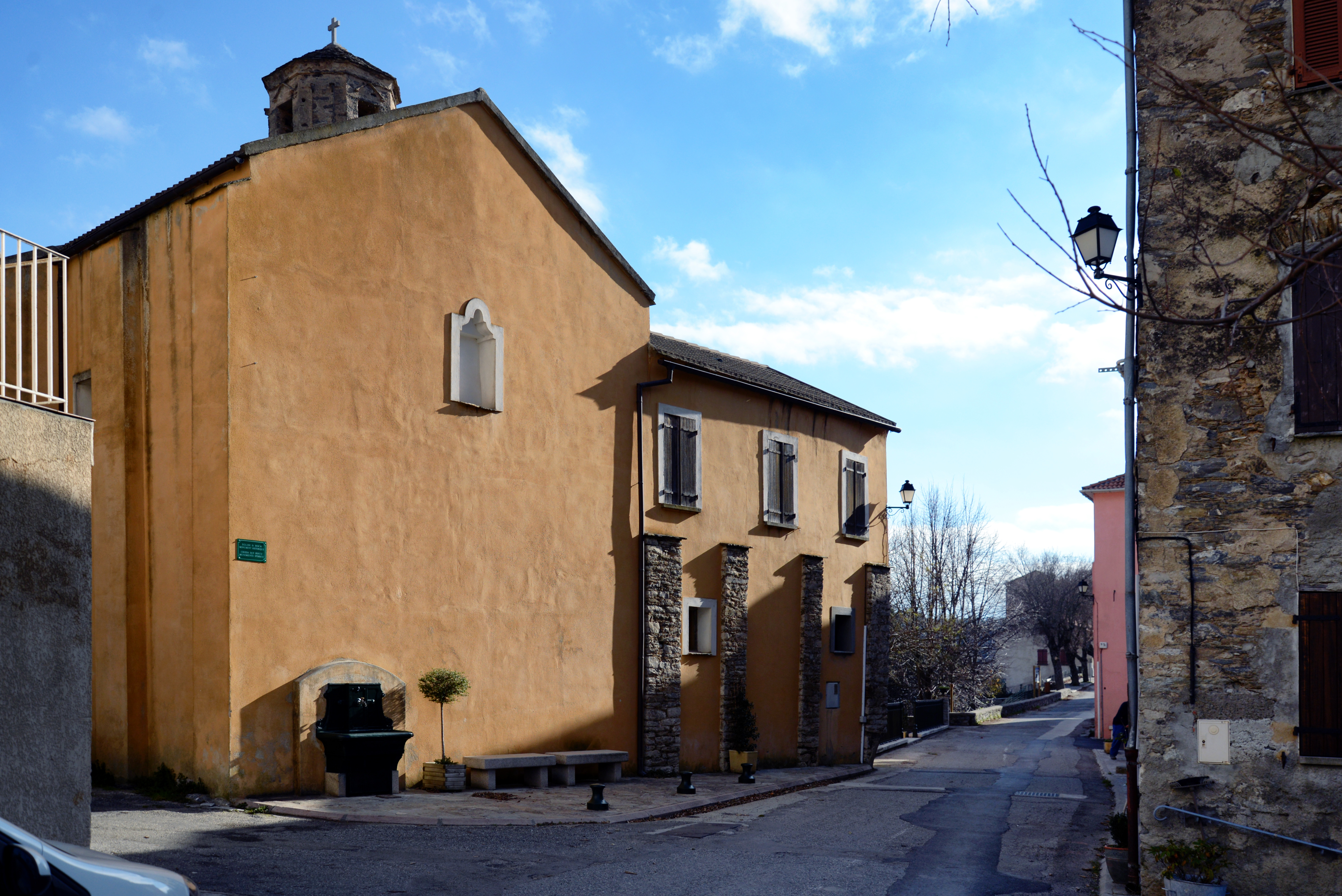
Chevet de l'église paroissiale.

Le village a été construit sur une arête montagneuse et s'étire sur près de 700 m. Il est traversé par la route D 14. Il est le seul lieu habité de la commune. Au cœur du village se trouvent les principaux points d'intérêt : mairie et église paroissiale. Le cimetière communal se trouve au nord du village. Le bureau de poste le plus proche se situe à Piedicorte-di-Gaggio, village voisin.

### Occupation des sols
L'occupation des sols de la commune, telle qu'elle ressort de la base de données européenne d’occupation biophysique des sols Corine Land Cover (CLC), est marquée par l'importance des forêts et milieux semi-naturels (94,3 % en 2018), néanmoins en diminution par rapport à 1990 (100 %). La répartition détaillée en 2018 est la suivante : 
forêts (84,6 %), milieux à végétation arbustive et/ou herbacée (9,7 %), zones agricoles hétérogènes (5,7 %). L'évolution de l’occupation des sols de la commune et de ses infrastructures peut être observée sur les différentes représentations cartographiques du territoire : la carte de Cassini (XVIIIe siècle), la carte d'état-major (1820-1866) et les cartes ou photos aériennes de l'IGN pour la période actuelle (1950 à aujourd'hui).

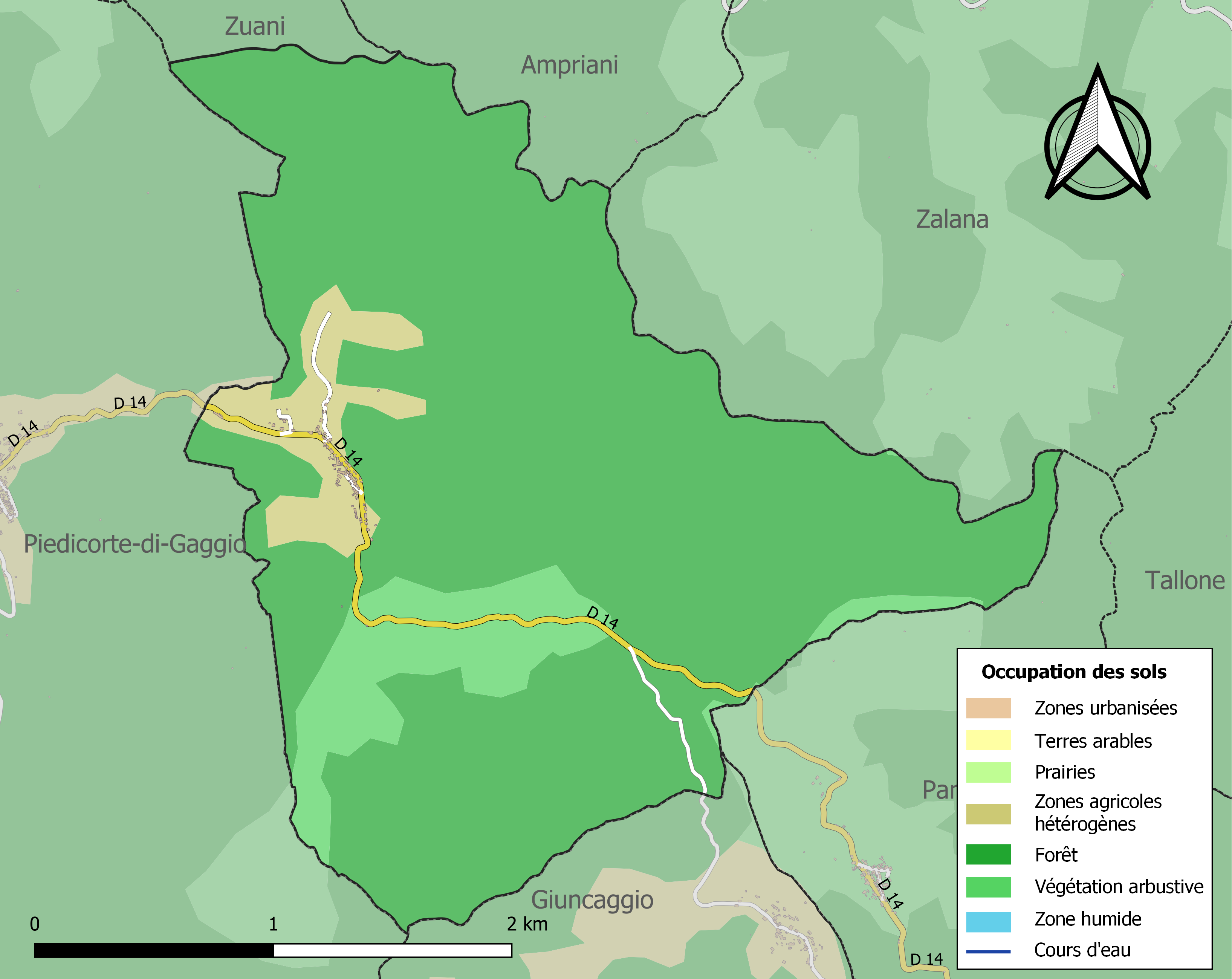
Carte des infrastructures et de l'occupation des sols de la commune en 2018 (CLC).

## Histoire

### Antiquité
Selon Ptolémée, cartographe grec, le site était habité par le peuple des Opini. 

« Les Opini dont le territoire embrassait l'ancien pays de Pino, avec un oppidum au mont Oppido près de Chiatra, se trouvaient resserrés entre les colons de Mariana et ceux d'Aléria. Repoussés par les conquérants, ils ont dû se réfugier sur les plateaux d'Alesani et d'Orezza. »

— Xavier Poli in La Corse dans l'Antiquité et le Haut Moyen Âge - La Corse d'après Ptolémée, chap. IV §3
Après leur installation à Aléria, les Romains ont pénétré l'intérieur de l'île en remontant la vallée du Tavignano (Rhotani fluvius), une voie naturelle qui les a conduit jusqu'à Corte et qui a dû, pour des nécessités stratégiques, être occupée fortement. S'y trouvaient les oppida de Venicium, Talcinum, Sermitium et Cenestum.

### Moyen Âge
Le site appartenait au « pays Cortinco », un territoire englobant la Castagniccia, ainsi que les pièves de Casinca, de Venaco et de Rogna. Il s'agissait d'un grand fief unifié par les Cortinchi au XIVe siècle, mais qui, jusque-là, restait divisé entre les mains de nombreux lignages.
L'historien Xavier Poli est convaincu que sur un mamelon rocheux de 339 mètres d'altitude nommé aujourd'hui Castellare, porté sur les cartes sur la rive gauche du Tavignano, au confluent de cette rivière et du ruisseau de Casalorio, un oppidum devait s'y trouver et ne pouvait être autre que l'emplacement de l'antique cité romaine Cenestum. Et de se poser la question : existait-il le castello di Gaggio au lieu-dit « Castellare » ?

### Temps modernes
Vers 1520, la pieve de Rogna comptait environ 4 250 habitants. Ses lieux habités avaient pour nom : Vivario (li Gati, le Murachiole, Arche), Herbajolo, la Valle di Sera, la Fosigia, la Lamella, Altiani, lo Petragio, lo Pè di la Corte, lo Lunello, Porra, lo Piano Buono, la Petra Serena, Santa Maria de Talsini, Corte, Omessa, Santa Lutia, Tralunca, lo Soarello, Castirla.

Au début du XVIIIe siècle, dans son rapport demandé par les Génois, l'abbé Francesco Maria Accinelli écrivait que la pieve de Rogna se trouvait dans la juridiction de Corte : 

« L’ultima di questa Giurisditione è la pieve di Rogna con 2 380.abitanti compartiti in 850.fuoghi, passa in mezzo di questa il fiume Tavignani, che avendo la sua sorgente dal monte Gualango in vicinanza del lago Creno, scende al luogo di Corte, et in vista di un ponte e del Convento de Frati minori di S.Francesco, riceve nelle sue acque il fiume Restonica, e vicino al Ponte detto dell’Elice il fiuminale detto fiume, longhissima di Sito è questa Pieve, mentre ancora essa dalle spiagge della distrutta Alleria, continua sino à monti detti dell’oro. Li  suoi Villaggi sono Vivario, Moracciola, Peri, Catti, Noceta, Rospigliani, et Antisanti, in vicinanza del quale in longa pianura è il Procoio detta di SS.ri Scaglia Genovesi, gli altri luoghi sono Giucagio, Pancaraccia, Pietraserena, Piedicorte di grigio, Altiani, Fogiccia, Arbagiola, e Casanova : termina con questa Pieve la Giurisditione di Corte, e qui anco la descrittione Geografica dell’Isola. »

— Francesco Maria Accinelli in L’histoire de la Corse vue par un Génois du XVIIIe siècle - Transcription d’un manuscrit de Gênes - ADECEC Cervioni et l’Association FRANCISCORSA Bastia 1974
- 1768 - La Corse passe sous administration militaire française. La pieve prend le nom de Tavignano.
- 1789 - La Corse fait partie du royaume de France. La pieve se trouve dans la juridiction royale de Corte.
- 1790 - Peu après la Révolution française, le département de Corse est créé. Le district est partagé en cantons (ex-pievi), le canton en communes. Les anciennes communautés ou paroisses prennent le nom de communes.
- 1793 - La Corse est divisée en deux départements : El Golo (l'actuelle Haute-Corse) et Liamone (l'actuelle Corse-du-Sud). La commune porte le nom de Pietraserena. Elle se trouve dans le canton du Tavignano, le district de Corte et le département d'El Golo.
- 1801 - Au bulletin des Lois, la commune porte le nom de Pietraserena. Elle se trouve dans le canton du Tavignano, l'arrondissement de Corte et le département d'El Golo.
- 1811 - La Corse ne fait plus qu'un seul département.
- 1828 - La commune se trouve dans le canton de Piedicorte-di-Gaggio.

### Époque contemporaine

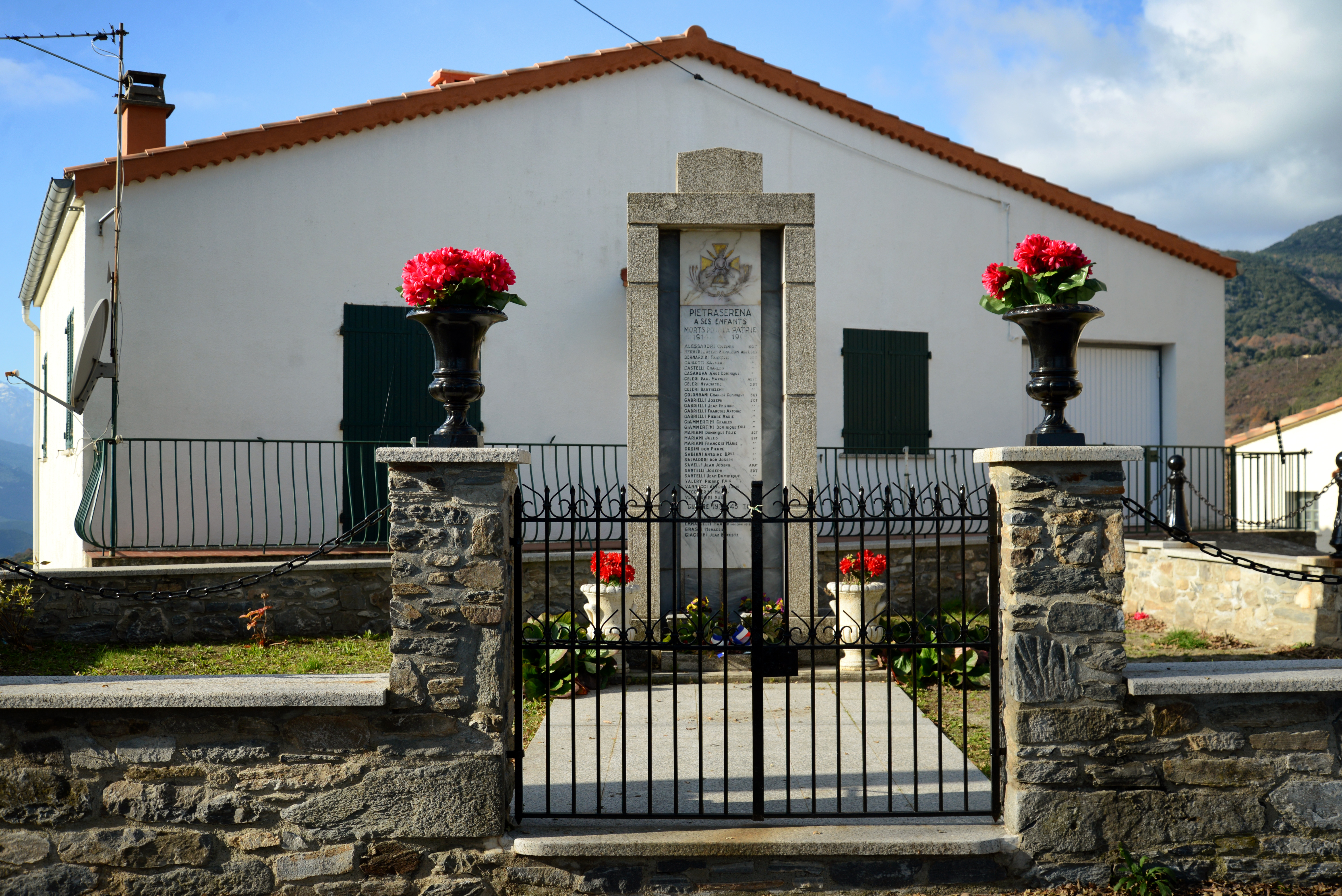
Monument aux morts.

- 1973 - Fusion des cantons de Piedicorte-di-Gaggio, de San-Lorenzo et de Sermano. Pietraserena bascule dans le nouveau canton de Bustanico - Chef-lieu Sermano.
- 1975 - L'île est à nouveau scindée en deux départements : Haute-Corse dans lequel se situe Pietraserena, et Corse-du-Sud.

## Politique et administration

### Liste des maires
| Période                                  | Période   | Identité                  | Étiquette                    | Qualité                 |
| ---------------------------------------- | --------- | ------------------------- | ---------------------------- | ----------------------- |
| 1911                                     | 1956      | Dr Jean-Pierre ANTONIOTTI | RG                           | Médecin                 |
| 1956                                     | mars 1977 | Dr Ours-Jean CORAZZINI    | Rad.                         | Médecin                 |
| mars 1977                                | mars 2001 | Dr Paul-Mathieu CELERI    | DVD                          | Médecin                 |
| mars 2001                                | mars 2014 | Dominique VANNUCCI        | PS Socialistes et Apparentés | Fonctionnaire           |
| mars 2014                                | mars 2020 | Jean-Pierre ALESSANDRI    | DVG                          | Fonctionnaire           |
| mars 2020                                | en cours  | Bernard VANNUCCI          | REG                          | Directeur d'association |
| Les données manquantes sont à compléter. |           |                           |                              |                         |

## Population et société

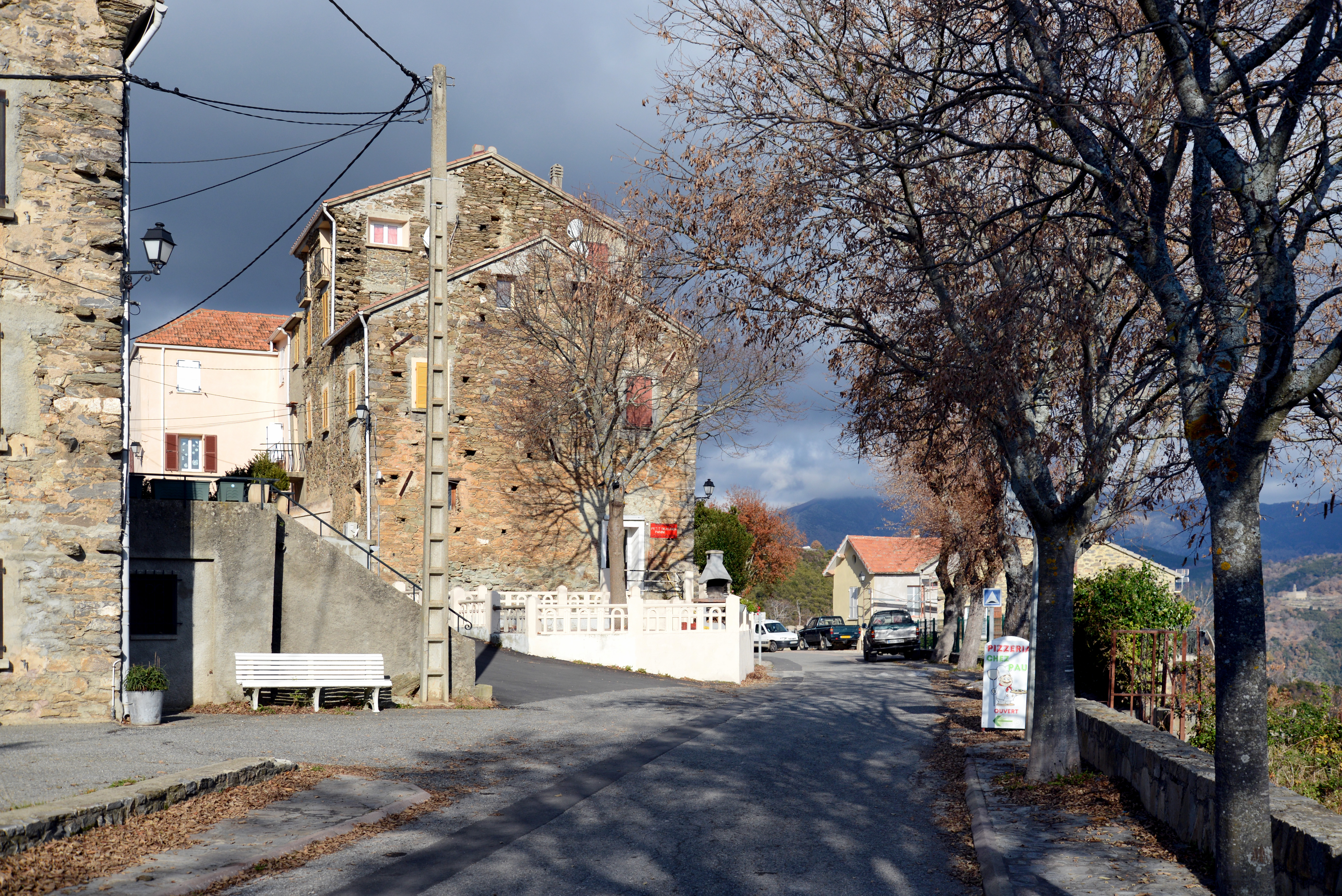
Au centre du village.

### Démographie
L'évolution du nombre d'habitants est connue à travers les recensements de la population effectués dans la commune depuis 1800. Pour les communes de moins de 10 000 habitants, une enquête de recensement portant sur toute la population est réalisée tous les cinq ans, les populations de référence des années intermédiaires étant quant à elles estimées par interpolation ou extrapolation. Pour la commune, le premier recensement exhaustif entrant dans le cadre du nouveau dispositif a été réalisé en 2004.

En 2022, la commune comptait 58 habitants, en évolution de −25,64 % par rapport à 2016 (Haute-Corse : +5,15 %, France hors Mayotte : +2,11 %).
| 1800 | 1806 | 1821 | 1831 | 1836 | 1841 | 1846 | 1851 | 1856 |
| ---- | ---- | ---- | ---- | ---- | ---- | ---- | ---- | ---- |
| 332  | 226  | 221  | 340  | 355  | 314  | 318  | 330  | 393  |

| 1861 | 1866 | 1872 | 1876 | 1881 | 1886 | 1891 | 1896 | 1901 |
| ---- | ---- | ---- | ---- | ---- | ---- | ---- | ---- | ---- |
| 340  | 353  | 346  | 446  | 442  | 420  | 526  | 510  | 511  |

| 1906 | 1911 | 1921 | 1926 | 1931 | 1936 | 1946 | 1954 | 1962 |
| ---- | ---- | ---- | ---- | ---- | ---- | ---- | ---- | ---- |
| 532  | 565  | 539  | 604  | 606  | 624  | 554  | 406  | 156  |

| 1968 | 1975 | 1982 | 1990 | 1999 | 2004 | 2006 | 2009 | 2014 |
| ---- | ---- | ---- | ---- | ---- | ---- | ---- | ---- | ---- |
| 138  | 134  | 131  | 92   | 80   | 76   | 76   | 75   | 77   |

| 2019 | 2022 | - | - | - | - | - | - | - |
| ---- | ---- | - | - | - | - | - | - | - |
| 59   | 58   | - | - | - | - | - | - | - |

### Enseignement
Il n'y a aucun établissement d'enseignement à Pietraserena. L'école élémentaire publique la plus proche se trouve à Piedicorte-di-Gaggio, village voisin distant de 2 km. Les collège et lycée Pascal-Paoli de Corte sont les plus proches, distants de 32 km. Le collège Pescetti-Philippe de Cervione est quant à lui distant de 55 km.

### Santé
Les médecins les plus proches ont leur cabinet à Aléria (25 km).
Les plus proches hôpitaux sont :
- le Centre hospitalier intercommunal Corte-Tattone à 32 km ;
- le Centre hospitalier de Bastia à 94 km.

### Culte

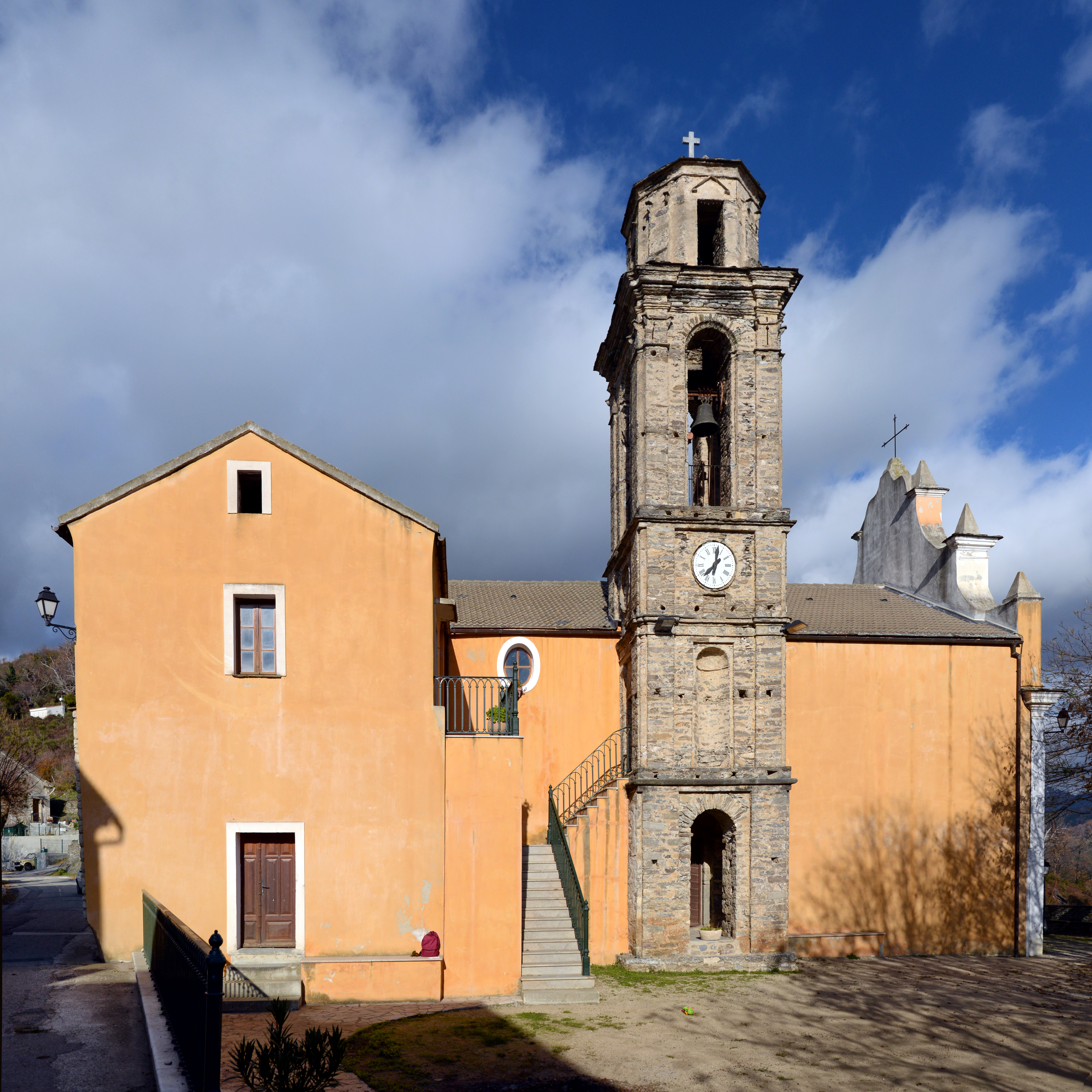
Église Saint-Roch.

Il n'y a qu'un seul lieu de culte à Pietraserena : l'église paroissiale de San Roccu, catholique, qui relève du diocèse d'Ajaccio.

## Économie
Existe au village un restaurant.

## Culture locale et patrimoine

### Lieux et monuments
- Monument aux morts.

#### Église paroissiale Saint-Roch

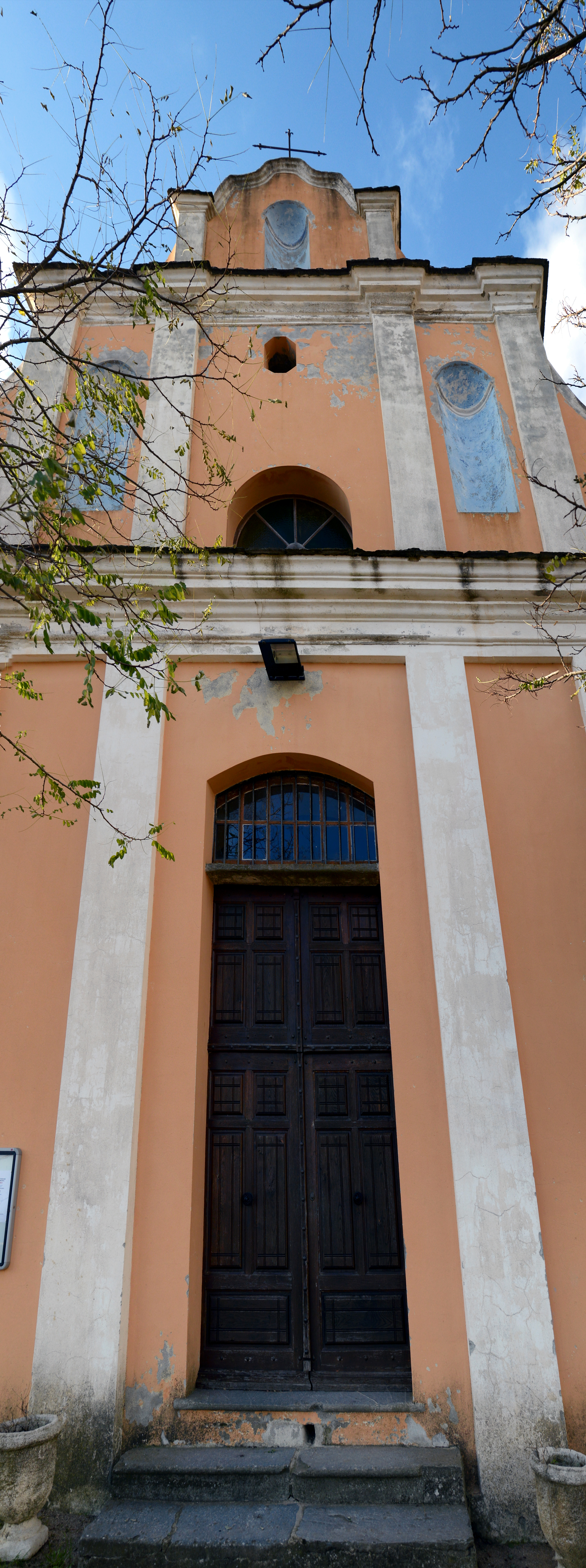
Façade principale de l'église paroissiale.

L'église paroissiale Saint-Roch, de style baroque, a été construite au XVIIe siècle. Elle a été remaniée au XIXe siècle et ses façades peintes au XXe siècle. Sa façade principale comporte deux niveaux, séparés par d'épaisses corniches. Un fronton avec niches la couronne.
L'édifice religieux est classé au titre des Monuments historiques.

### Patrimoine naturel

#### ZNIEFF
La commune est concernée par une zone naturelle d'intérêt écologique, faunistique et floristique de 2e génération :
Châtaigneraies et bois des versants sud et ouest du massif du San Petrone
La ZNIEFF 940004202 (2e génération) concerne les formations boisées de vingt-trois communes de la Castagniccia occidentale et du Bozio. La couverture forestière de ce secteur est moins homogène et morcelée en différentes unités. Les châtaigneraies constituent un élément marquant dans le paysage.